# カナダ統合作戦軍
カナダ統合作戦軍（カナダとうごうさくせんぐん、Canadian Joint Operations Command, CJOC）は、カナダ軍の組織。2012年10月にカナダ国内軍（Canada COM）、カナダ国外派遣軍（CEFCOM）およびカナダ作戦支援軍（CANOSCOM）を統合・再編して編成された。司令部所在地はオタワ。
カナダ軍の任務部隊であり、カナダ特殊作戦軍および北アメリカ航空宇宙防衛司令部関連を除く部隊の指揮統制を行う。サイバー戦や兵站活動、ISRも任務にある。指揮官は中将であり、国内・国外・支援の分野ごとに副官が置かれている。傘下組織として、カナダ国内には6個の地域別常設任務部隊司令部が設置されている。